# Gottlob Frick
Gottlob Frick (Ölbronn, Alemania, 28 de julio de 1906 - Mühlacker, Alemania, el 18 de agosto de 1994) fue un bajo alemán cantante de ópera. 
Era conocido por su amplio repertorio, que incluía papeles wagnerianos y mozartianos, así como obras de Nicolai y Lortzing.
Entre sus maestros estuvieron Fritz Windgassen (padre y maestro del tenor contemporáneo de Frick, Wolfgang Windgassen).
Miembro del coro de la Ópera Estatal de Stuttgart desde 1927 a 1934. Su primer papel solista fue en Coburgo en 1934, seguido por Friburgo (1936) y Königsberg (1938) donde coincidió con Karl Böhm quien lo contrató para la Ópera Estatal de Dresde, que fue su base durante la siguiente década. 
En 1950 se trasladó a la Ópera Alemana de Berlín, (Deutsche Oper Berlin) y su carrera internacional le llevó a los principales teatros de ópera de Europa.
Su voz, reconocible al instante, fue descrita por Wilhelm Furtwängler como "el bajo más oscuro de Alemania" (den schwärzesten Bass in Deutschland).
Los papeles en los que destacó fueron: Osmin, en El rapto en el serrallo, Sarastro, en La flauta mágica, Kaspar, en el El cazador furtivo, Rocco, Felipe II en Don Carlo, y sobre todo, los grandes papeles wagnerianos para bajo como Pogner, Daland, Hunding en La valquiria, Hagen en El ocaso de los dioses, Gurnemanz en Parsifal y Fasolt. 
Sorprende que haya evitado el papel del Baron Ochs de El caballero de la rosa escrito por Richard Strauss, que podría haber sido ideal para él.
Entre lo mejor de su legado discográfico se cuenta Osmin dirigido Sir Thomas Beecham, Sarastro y Rocco con Otto Klemperer, 
el Hermit en la obra de Weber El cazador furtivo dirigida por Joseph Keilberth y Hunding y Hagen de El anillo del nibelungo y Gurnemanz de Parsifal, dirigidos por Sir Georg Solti. 
Otras grabaciones destacadas son:
- Fidelio, con Wilhelm Furtwängler.
- La valquiria, con Wilhelm Furtwängler.
- El cazador furtivo, con Lovro von Matačić.
- Lohengrin, con Rudolf Kempe.

Se retiró de los escenarios en 1970, aunque algunas de sus grabaciones son posteriores, por ejemplo, su interpretación de Gurnemanz en la versión dirigida por Solti de Parsifal).